# Демографија
Демографија ( – „народ“,  – „описивати“) је друштвена наука о становништву. Овај термин је први употребио белгијски статистичар Ашил Гијар (Achille Guillard) 1855. године. Демографија истражује и проучава законитости и правилности у биолошком и миграторном кретању становништва, промене у демографским структурама (биолошким, социо-економским и интелектуалним), проучава какве су врсте те законитости, њихово квантитативно и квалитативно деловање и утврђује међусобне односе кретања становништва са другим друштвеним и економским појавама. Демографија је интердисциплинарна наука повезана са математиком и статистиком, економијом, социологијом, медицином и епидемиологијом, психологијом, антропологијом и биологијом. Ово наука има релативно кратку историју, која интензивно почиње 1798. године, када је издата књига An Essay on the Principle of Population (Есеј о принципима становништва) Томаса Малтуса.
Демографска анализа испитује и мери димензије и динамику становништва; може да обухвати цела друштва или групе дефинисане критеријумима као што су образовање, националност, вера и етничка припадност. Образовне институције обично третирају демографију као област социологије, иако постоји низ независних одељења за демографију. Ове методе су првенствено развијене за проучавање људских популација, али су проширене на различите области у којима истраживачи желе да знају како се популације друштвених актера могу мењати током времена кроз процесе рођења, смрти и миграције. У контексту људских биолошких популација, демографска анализа користи административне податке да би развила независну процену популације. Процене демографске анализе се често сматрају поузданим стандардом за процену тачности пописних информација прикупљених у било ком тренутку. У радној снази, демографска анализа се користи за процену величина и токова популација радника; у популационој екологији фокус је на рађању, смрти, миграцији и имиграцији појединаца у популацији живих организама, алтернативно, у друштвеним хуманистичким наукама може укључити кретање фирми и институционалних облика. Демографска анализа се користи у разним контекстима. На пример, често се користи у пословним плановима, да опише становништво повезано са географском локацијом предузећа. Демографска анализа се обично скраћује као ДА. За Попис становништва САД 2010. године, Биро за попис становништва САД је проширио своје ДА категорије. Такође, као део пописа становништва САД из 2010. године, ДА сада такође укључује компаративну анализу између независних процена становања и пописних адреса у различитим кључним временским тачкама.
Демографија пацијената чини срж података за било коју медицинску установу, као што су контакт информације о пацијентима и хитним случајевима и подаци са медицинских картона пацијената. Ти подаци омогућавају идентификацију пацијента и његову категоризацију у категорије ради статистичке анализе. Демографија пацијената укључује: датум рођења, пол, датум смрти, поштански број, етничку припадност, крвну групу, контакт информације за хитне случајеве, породичног доктора, податке о пружаоцу осигурања, алергије, главне дијагнозе и главну историју болести.
Формална демографија ограничава свој предмет проучавања на мерење популационих процеса, док шира област социјалне демографије или проучавања становништва такође анализира односе између економских, друштвених, институционалних, културних и биолошких процеса који утичу на становништво.

## Основе науке
Демографија као наука о динамици становништва обухвата проучавање његове величине, структуре и поделе, као и то како се становништво мења током времена због рађања, умирања, миграција и старења. Демографска анализа може да се односи на целокупно становништво или групе дефинисане критеријумима као образовање, националност, религија, економска активност и осталим. Постоји много подела демографије по различитим критеријумима. Најчешће се у европским земљама дели на: медицинску, математичку, социјалну и економску. Гране математичке, економске и социјалне демографије су се веома развиле последњих година.
Честа подела демографије је и на формалну и материјалну демографију. Формална демографија проучава чисте демографске варијабле: рађање, умирање, миграције и статистичке манипулације у вези ових показатеља. Материјална демографија (population studies) је шире поље демографије које подразумева проучавање: фертилитета, морталитета, и миграција у ширем социо-економском и културном контексту користећи притом квантитативне и квалитативне методе. Примена рачунара у 20. веку није заобишла ни ову науку, тако да на основу примене информационих система можемо лакше вршити компјутерске симулације и радити пројекције становништва за будућност са више зависних варијабли, такође многи нови облици утицања на бројно стање и квалитет популације као што су клонирање и репрогенетика ће у будућности доћи до већег изражаја.
Било је пуно полемика о потреби постојања демографије као самосталне дисциплине, чак и о томе да ли је демографија независна наука или сет повезаних поддисциплина као што су математичка, економска, социјална и историјска демографија. Томе је последица да данас многи демографи раде у многим дисциплинама поред демографије (економији, социологији, антропологији).

## Подаци и методе
Демографија се ослања на употребу огромних количина података, укључујући резултате пописа становништва и бележење рођења, брака и смрти. Први модерни попис је обављен у француским територијама Северне Америке 1665. године, а модерни у данашњем смислу је обављен 1801. године у Енглеској и Велсу када је и одређено да ће се обављати сваких 10 година. Овај метод скупљања демографских података се данас користи у целом свету.
Види такође демографска статистика.
У многим земљама, посебно у трећем свету, поуздани демографски подаци се још увек тешко прикупљају. Становништво Нигерије је, на пример, током 1980-их процењено на око 100 милиона људи, док је пописом становништва из 1991. пописано мање од 89 милиона људи.

## Важни појмови
| 80+ 77,5+ 75+ 72,5+ 70+ 67,5+ 65+ | 60+ 55+ 50+ 45+ 40+ Мање од 40 |

Важни појмови у демографији:
- Општа стопа наталитета, годишњи број живорођених на хиљаду становника средином године посматрања. Пошто ова мера зависи од укупног становништва то је она више мара раста становништва него мера нивоа рађања.
- Општа стопа плодности или фертилитета, годишњи број живорођених на 1000 жена у фертилном контингенту (често се узима период од 15. до 49. године старости, али понекад и од 15. до 44. године).
- Специфичне стопе фертилитета по старости, годишњи број живорођених (од мајки старих између x до x+n) на 1000 жена у одређеним старосним групама (обично старост по петогодишњим старосним групама 15-19, 20-24 итд.)
- Општа стопа смртности или морталитета, годишњи број умрлих на 1000 становника средином периода посматрања.
- Стопа смртности одојчади или инфантилног морталитета, годишњи број умрле деце млађе од 1 године на 1000 живорођених.
- Очекивано трајање живота, број година које појединац одређене старости може очекивати да ће доживети из актуелни ниво смртности по старости.
- Стопа укупног фертилитета, број живорођених на 1 жену у њеном репродуктивном животу, ако буде рађала по истим специфичним стопама фертилитета по старости као и у години посматрања, то јест то је сума специфичних стопа фертилитета по старости. За просто обнављање становништва потребан је ниво од око 2,14 деце по жени, при ниским морталитетним условима.
- Бруто стопа репродукције, број женске деце које ће родити жена у току свог репродуктивног периода по актуелним специфичним стопама фертилитета, а може се израчунати и као производ стопе укупног фертилитета и вероватноће рађања женског детета (0,485).
- Нето стопа репродукције, број женске деце које ће родити једна жена по истим специфичним стопама морталитета и стопама фертилитета као у години посматра, то јест ако буде изложена датом распореду рађања и умирања. За просто обнављање становништва потребно је да ова мера буде 1, што би значило да свака жена роди 1 женско дете. Ова мера се може добити и као производ бруто стопе репродукције и медијане вероватноће доживљења за старост од 50 година.

Да би се елиминисао утицај старосне структуре на израду показатеља морталитетних услова раде се таблице морталитета или живота у којима се за сваку појединачну старосну групу (у потпуним таблицама морталитета) или петогодишњу старосну групу (у скраћеним, приближним таблицама морталитета) приказује ниво смртности. Таблице морталитета, као демографски модел, су добре јер показују очекивано трајање живота, као сажети податак за компарацију морталитетних и здравствених услова међу државама. Демографски модел таблица морталитета се примењује и у другим наукама, посебно у епидемиологији, осигурању, актуарству...
Осим овог модела врло је познат демографски модел стабилног становништва, који се користи при анализи становништва када су фертилитет и морталитет константни током времена. Познат је и лонгитудинални метод или анализа историје догађаја који користе и друге науке.

## Историјски развој
Дело Џона Граунта (John Graunt) Natural and Political Observations upon the Bills of Mortality (Природна и политичка посматрања на основу рачуна смртности) из 1662. године за подручје Лондона садржи примитивни облик таблица морталитета. Астроном и математичар Едмонд Халеј (Edmond Halley) развио је таблице морталитета као основу за математику животног осигурања. Прве комплетне таблице израдио је 1693. године. При крају 18. века британски економиста Томас Роберт Малтус (Thomas Malthus) закључио је да се становништво несметано повећава, и да ја као такво предмет експоненцијалног раста. Страховао је да ће пораст становништва премашити пораст у производњи хране, па се становништво увек живети у глади (види Малтуска катастрофа). Малтуса су видели као интелектуалног оца идеја пренасељености. Касније су софистицираније и реалистичније моделе представили Бенџамин Гомперц и Пјер Франсоа Верил. У 20. веку су реафирмисана размишљања Малтуса о прекомерном расту становништва и потреби заустављања тог раста кроз идеје неомалтузијанства које су посебно истакнуте кроз рад Римског клуба. У оправданост Малтусових сумњи иде у прилог што је Свет почетком XX века имао мање од 2 милијарде становника, док је крајем истог XX века број становника био већи од 6 милијарди.
| Година | Број становника |
| ------ | --------------- |
| 1804.  | 1.000.000.000   |
| 1927.  | 2.000.000.000   |
| 1960.  | 3.000.000.000   |
| 1974.  | 4.000.000.000   |
| 1987.  | 5.000.000.000   |
| 1999.  | 6.000.000.000   |
| 2012.  | 7.000.000.000   |
| 2022.  | 8.000.000.000   |

## Демографска транзиција
Творац демографске транзиције је амерички демограф Франк Нотештајн 1945. године, а идеју је добио од француског демографа Адолфа Лондрија који је разликовао 3 етапе у развитку становништва, разликујући притом исто толико модела рађања: примитиван, интермедијаран и модеран. Прелаз са нивоа високог наталитета и морталитета, карактеристичног за аграрна друштва, на ниво ниског наталитета и морталитета, који карактерише индустријализовано, развијено друштво назива се демографска транзиција, демографски прелаз или демографска револуција (лат. transire - прећи). Прва држава која је прошла кроз демографску транзицију је била Француска.
Демограф Блекер је поделио демографску транзицију на пет етапа:
1. висока стационарна етапа или предтранзициона етапа где су високе стопе наталитета и морталитета па становништво стагнира.
2. рана етапа експанзије становништва са високим стопама наталитета и већ опадајућим стопама морталитета, становништво полако расте.
3. касна етапа експанзије становништва са опадајућим стопама наталитета, али и још бржим опадањем стопа морталитета па је знатан раст становништва.
4. ниска стационарна етапа са ниским стопама и наталитета и морталитета када становништво поново стагнира.
5. опадајућа етапа или посттранзициона етапа са ниском стопом морталитета и још нижом стопом наталитета, становништво опада.

Холандски демограф Дирк ван де Ка последњу етапу демографске транзиције, коју одликује депопулација, назива друга демографска транзиција. Демографској транзицији у земљама Трећег Света је претходила епидемиолошка транзиција, у виду искорењивања разних инфективних и паразитских болести од којих је становништво често обољевало, што је условило незапамћен раст становништва у другој половини 20. века.
Популационо одељење Уједињених нација очекује да ће апсолутан број одојчади и деце у Свету почети да опада 2015. године, а број деце до 15 година 2025. Демографи Међународног института из Аустрије очекују да ће светско становништво достићи 9 милијарди до 2070. године. Током 21. века ће просечна старост наставити да расте.

## Економска демографија
Економска демографија проучава демографске оквире формирања радне снаге која је једно од средстава за рад, и као таква врло важна демографска и, посебно, економска варијабла. Ова грана демографије је шира од економике радне снаге јер проучава и економске последице старења становништва, формирање политике економског и привредног развоја, проблематику тражње, потрошње, формирања капитала, проблематику пореске и инвестиционе политике и остале демо-економске феномене. У развијеним земљама у области маркетинга и менаџмента велика се пажња посвећује демографским карактеристикама (demographics) популација у којима спроводе своје активности, како би се нашли прави начини деловања на циљану групу. Постоји цела научна теорија која светске тржишне токове виде као зависне од последица старења тзв. БУМЕРА, односно генерације која је рођена за време baby boom-a после Другог светског рата. По овој теорији Хипи покрет одговара периоду њихове адолесценције, период привредног опоравка -периоду њихове економске активности, а период рецесије- периоду њиховог старења и неактивности. Студије демографије се на већини Универзитета у Свету изучавају заједно са студијама економије.

## Популациона политика
Важна грана демографије је популациона политика, која би требало да на прави начин одговори на актуелне демографске токове, и да их усмери у складу са друштвено-економским плановима за будућност. Такође би требало да информише становништво о заштити репродуктивног здравља, да политички одговори на старење становништва, да санкционише прекомерно рађање, или да га мотивише када је испод нивоа просте репродукције. Мере популационе политике дају резултате само ако се стрпљиво и упорно спроводе. У оквиру ове гране демографске политике налази се имиграциона политика, начин политичког деловања на старење становништва, сузбијање ширења полних болести и СИДЕ, сексуално просвећивање, ширење метода и средстава контрацепције, планирање породице, примена нових техника у откривању наследних обољења, просвећивање становништва о штетности психоактивних супстанци...